# 钟楚曦
钟楚曦（1993年3月18日—），中國大陸女演员，广东广州人。

## 生平
钟楚曦出生于广东广州，父亲是广州人，母亲是南京人。因年少有多动症，三岁被母亲要求去练习舞蹈，后因渴望成为女演员，考取上海戏剧学院。
2017年，在冯小刚的影片《芳华》中，饰演青春美丽的文工团舞蹈队少女肖穗子，获得第54屆金马奖最佳新演員提名，并为更多观众熟知认可。
接受訪問時表示原本在戲劇學院不是學演戲，是習舞的。但因媽媽影響，媽媽一直覺得她應該要做一名演員，而長大後發現自己真的十分享受看戲時一併融入角色的感覺。亦透露從小就愛看張曼玉的戲，最喜歡《花樣年華》、《錯過又如何》、《東邪西毒》和《阮玲玉》等；王菲、鞏俐、章子怡及周星馳對她的影響也很大。

## 个人生活

### 感情
- 2024年2月14日，钟楚曦与侯雯元一同官宣恋情，此前二人曾合作《如果奔跑是我的人生》[4]。

## 影视作品

### 电视剧
| 首播年份 | 剧名                   | 角色   | 备注                 |
| 2013年   | 新神探联盟之包大人来了 | 赵小曼 |                      |
| 2014年   | 愛的婦產科第一季       | 楊晨曦 |                      |
| 2014年   | 爱的M型转弯            | 晨晨   | 網絡劇               |
| 2014年   | 爱情回来了             | 杜佳佳 |                      |
| 2015年   | 生死兄弟情             | 柳燕   |                      |
| 2015年   | 橙色密码               | 李梦兰 |                      |
| 2015年   | 愛的婦產科第二季       | 楊晨曦 |                      |
| 2016年   | 煮妇神探               | 张苏   |                      |
| 2017年   | 夜市人生               | 刘莉莉 |                      |
| 2017年   | 怒海红尘               | 戴雨诗 |                      |
| 2017年   | 国士无双黄飞鸿         | 岑慧慧 |                      |
| 2018年   | 闺蜜的心事             | 蓝水晶 | 2014年拍攝，越南首播 |
| 2018年   | 好久不见               | 叶聪   |                      |
| 2021年   | 青春须早为             | 程心   |                      |
| 2021年   | 王牌部隊               | 江南征 |                      |
| 2022年   | 迷航昆仑墟             | 无双   | 网络剧               |
| 2023年   | 不完美受害人           | 晏明   | 网络剧               |
| 2023年   | 最遥远的距离           | 苏盈   |                      |
| 2023年   | 我要逆风去             | 江湖   |                      |
| 2024年   | 如果奔跑是我的人生     | 程安心 |                      |
| 2024年   | 大唐狄公案             | 武后   | 网络剧               |
| 2024年   | 生活在别处的我         | 夏果   | 网络剧               |
| 2024年   | 灿烂的风和海           | 陈嘉慧 |                      |
| 2025年   | 借命而生               | 刘芬芳 | 网络剧               |
| 待播     | 上官婉儿               | 韦团儿 | 2013年拍攝           |
| 待播     | 朋友圈儿之温州媳妇     |        | 2015年拍攝           |
| 待播     | 蝉                     | 丁宁   | 网络剧               |

### 电影
| 上映年份 | 电影名           | 角色   |
| 2017年   | 芳华             | 蕭穗子 |
| 2018年   | 脱单告急         | 关欣   |
| 2019年   | 神探蒲松龄       | 聶小倩 |
| 2019年   | 解放·終局營救    | 梅艳   |
| 2019年   | 寵愛             | 方欣   |
| 2020年   | 荞麦疯长         | 李麦   |
| 2021年   | 八月未央         | 未央   |
| 2021年   | 1921             | 李励庄 |
| 2024年   | 維和防暴隊       | 丁慧   |
| 2024年   | 从21世纪安全撤离 | 刘连枝 |
| 2024年   | 好东西           | 小叶   |

### 音樂錄影帶
| 年份   | 歌手   | 歌名       |
| 2018年 | 李榮浩 | 念念又不忘 |

## 獎項
| 年份   | 頒獎典禮                         | 獎項             | 作品         | 角色   | 結果 |
| ------ | -------------------------------- | ---------------- | ------------ | ------ | ---- |
| 2017年 | 第54屆金馬獎                     | 最佳新演員       | 《芳華》     | 蕭穗子 | 提名 |
| 2018年 | 第12屆亞洲電影大獎               | 最佳新演員       | 《芳華》     | 蕭穗子 | 提名 |
| 2018年 | 第九届中国电影导演协会2017年度奖 | 年度女演员       | 《芳華》     | 蕭穗子 | 提名 |
| 2020年 | 第八届温哥华华语电影节           | 最受欢迎女演员奖 | 《宠爱》     | 方欣   | 獲獎 |
| 2020年 | 第十二届澳门国际电影节           | 最佳女主角       | 《八月未央》 | 未央   | 獲獎 |
| 2024年 | 2024爱奇艺尖叫之夜               | 年度魅力演员     |              |        | 獲獎 |

## 外部連結
- 钟楚曦的新浪微博
- 钟楚曦的Instagram帳戶